# Ecdelo
Ecdelo o Ecdemo (in greco antico: Ἔκδηλος?, Ékdelos, o Ἔκδημος, Ékdemos; Megalopoli, ... – ...; fl. III secolo a.C.) è stato un filosofo e politico greco antico.

## Biografia
Ecdemo, proveniente dalla città di Megalopoli, studiò nell'Accademia di Atene e insieme al suo compatriota Demofane, anche lui accademico, si applicava a portare la filosofia negli affari di stato. Per prima cosa, fecero uccidere il tiranno della loro città Aristodemo liberando Megalopoli; in seguito, nel maggio del 251 a.C. aiutarono Arato a cacciare il tiranno Nicocle da Sicione; infine nel 249/248 a.C., chiamati dal popolo di Cirene, instaurarono una repubblica nella città, ponendo fine al regno di Cirene. Inoltre, furono i tutori di Filopemene, stratego della lega achea per molti mandati.